# هوراس دبليو. بي. دونيغان
هوراس دبليو. بي. دونيغان (بالإنجليزية: Horace W. B. Donegan)‏ هو قسيس أمريكي، ولد في 17 مايو 1900 في Matlock Bath ‏ في المملكة المتحدة، وتوفي في 11 نوفمبر 1991 في سانيبل في الولايات المتحدة.